# Pomadasys quadrilineatus
Pomadasys quadrilineatus är en fiskart som beskrevs av Shen och Lin, 1984. Pomadasys quadrilineatus ingår i släktet Pomadasys och familjen Haemulidae. Inga underarter finns listade i Catalogue of Life.